# Verkehrsinsel

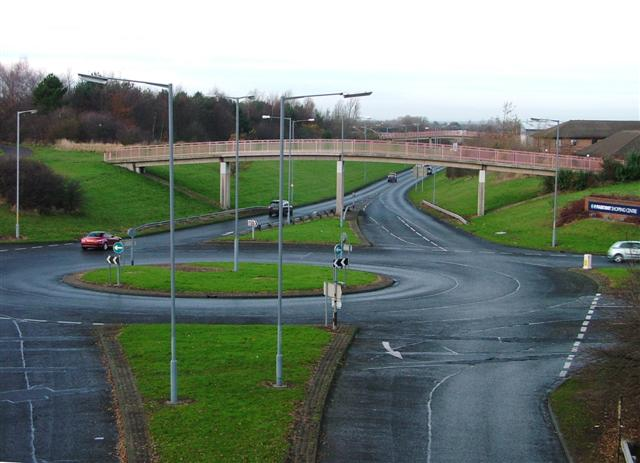
Verkehrsinseln und Mittelinsel als Bestandteile eines Kreisverkehrs

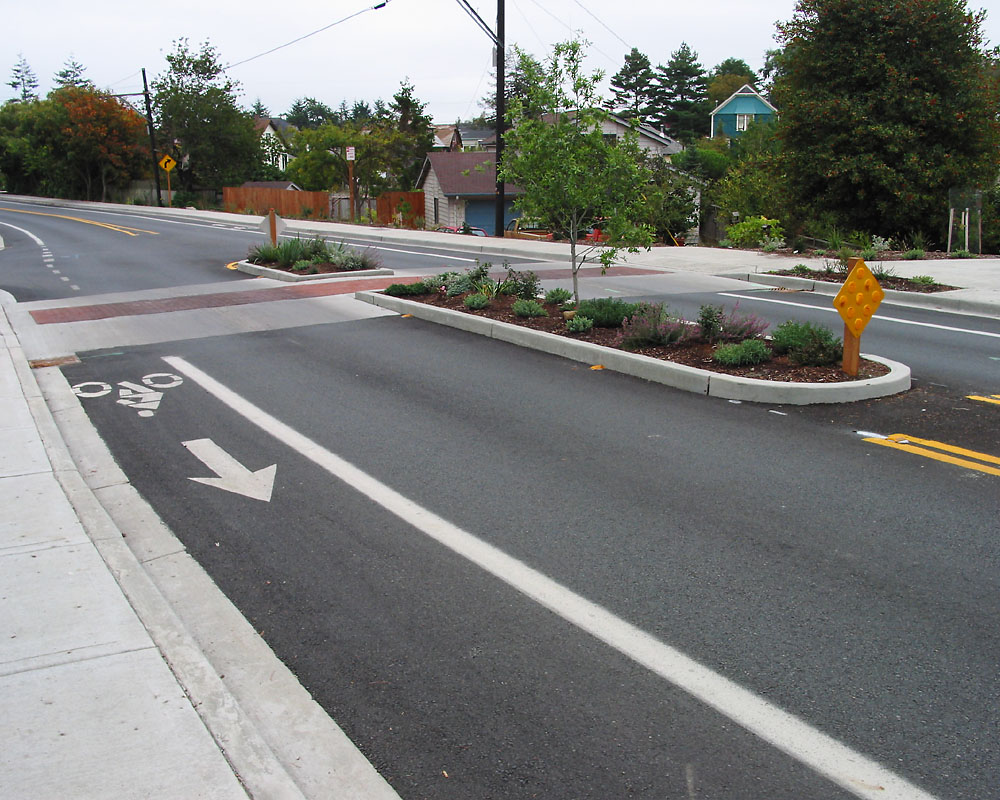
Verkehrsinsel als Querungsstelle für Fuß- und Radverkehr

Zeichen 222: Vorgeschriebene Vorbeifahrt – rechts vorbei

Verkehrsinseln (auch Fahrbahnteiler, Mittelinseln oder Schutzinseln genannt) im Straßenverkehr sind von der Fahrbahn umschlossene und von ihr abgegrenzte Flächen, die in der Regel nicht befahren werden dürfen. Sie können je nach Zweck verschieden gestaltet sein. Das abgerundete Anfangs- und Endstück einer Verkehrsinsel wird als Inselkopf bezeichnet. Bei Kreisverkehren spricht man von Kreisinseln, Mittelinseln können dort nämlich auch die Fahrbahnteiler zwischen Kreiseinfahrt und Kreisausfahrt sein, die dem Fußverkehr als Querungshilfe dienen können.
Viele Verkehrsinseln sind erhöht und haben Bordsteine an ihren Rändern. Auf vielen Verkehrsinseln stehen Verkehrszeichen (z. B. das Zeichen 222-20 „rechts vorbei“) und eine rot-weiß-gestreifte Tafel, z. B. eine Leitbake.
Auf einigen Verkehrsinseln stehen Pflanztröge oder Straßenlaternen (z. B. zum Beleuchten eines Überwegs).

## Nutzung im Straßenverkehr
Verkehrsinseln dienen vorwiegend:
- zur Trennung der gegenläufigen Verkehrsströme an Gefahrenstellen wie Einmündungen oder Knotenpunkten. Ihre Trenn- und Schutzwirkung geht über die von Sperrflächen hinaus. In Autobahnkreuzen und Autobahndreiecken trennen sie die unterschiedlichen Fahrstreifen voneinander.
- der leichteren Überquerung der Straße. Diese Querungsanlagen (regional auch Sprunginseln genannt, z. B. in Hamburg) sind dabei mit oder ohne Fußgängerüberwegen angebracht und teilen die Fahrbahn. Verkehrsinseln ermöglichen dadurch Fußgängern ein Anhalten auf gesichertem Gelände außerhalb der eigentlichen Fahrbahn. Sie können die Fahrbahn „in zwei Etappen“ überqueren.
- bei Ortseinfahrten zur Geschwindigkeitsreduktion. Dabei wird meist der in den Ort führende Fahrstreifen etwas verschwenkt.
- als Haltestelleninsel mit der Funktion eines Bahnsteigs der Straßenbahn oder Bussteigs, um ein gefahrloses, teilweise auch höhengleiches Ein- und Aussteigen zu ermöglichen.

Die inzwischen veralteten „Richtlinien für die Anlage von Knotenpunkten“ (RAS-K) unterscheiden zwischen folgenden Inselformen:
- Fahrbahnteiler außerorts (Große und kleine Tropfeninsel)
- Fahrbahnteiler innerorts
- Dreiecksinsel

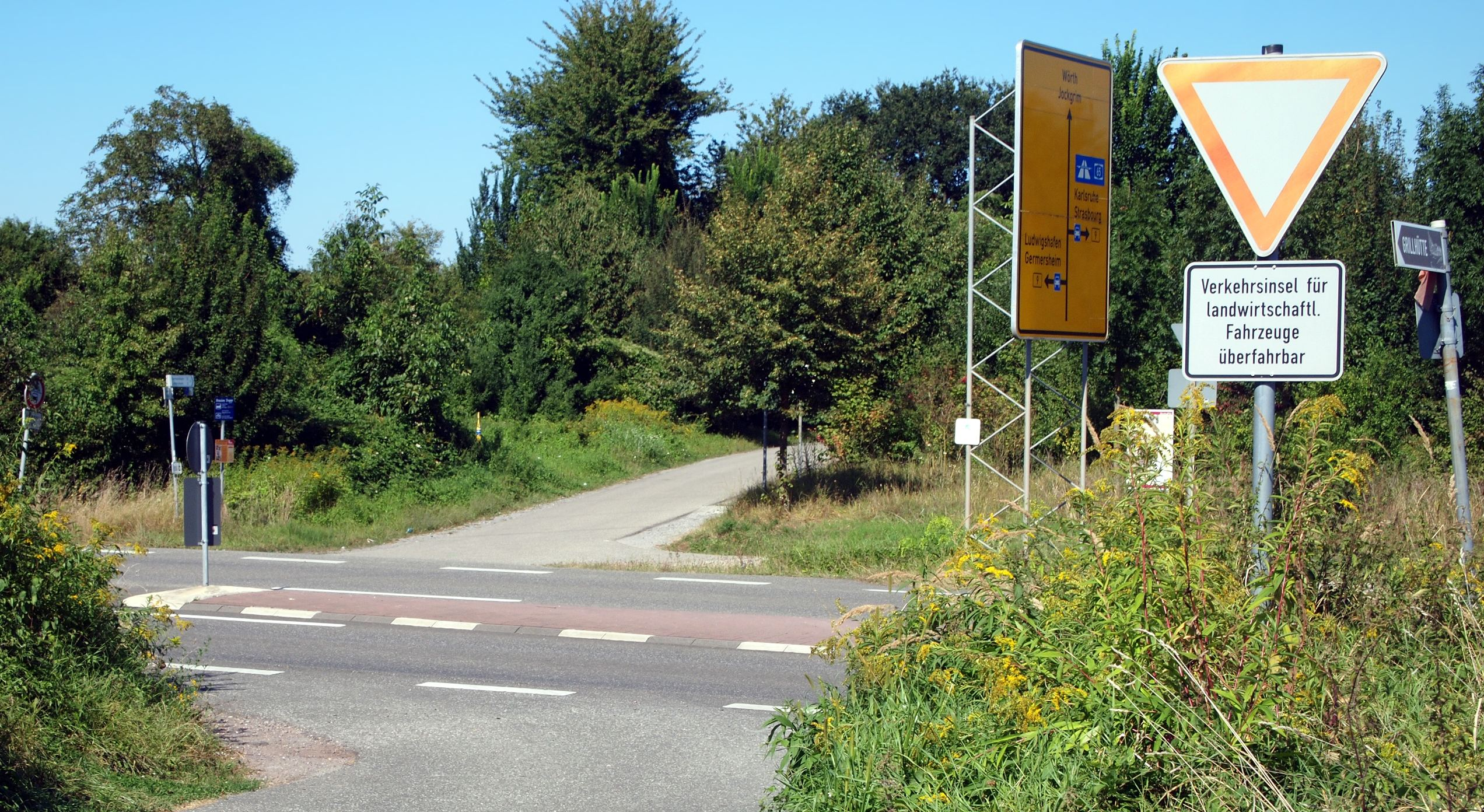
Mit Zusatzzeichen Verkehrsinsel für landwirtschaftl. Fahrzeuge überfahrbar

Baulich sind die Inseln immer erhöht. Schrägborde haben verglichen mit herkömmlichen Bordsteinen einige Vorteile:
- sie können von Lastzügen oder Bussen im Ausnahmefall überfahren werden.
- Wenn ein Fahrzeug versehentlich einen herkömmlichen Bordstein touchiert, drohen dem Reifen Schäden; oft verstellen sich Spur und Sturz (beides sind unsichtbare Schäden; sie können später zu schweren Unfällen führen);[1] das Fahrzeug kann ins Schleudern geraten

Werden sie von Fußgängern benutzt, wird meistens auch ein Asphalt- oder Pflasterbelag aufgebracht. Verkehrsinseln werden teilweise auch „nach unten offen“ oder als Rigolen gebaut, um das Versickern von Regenwasser zu ermöglichen.

## Besonderheiten
Verkehrsinseln zwischen Richtungsfahrbahnen von Autobahnen können mitunter mehrere Kilometer lang und über 50 Meter breit sein. Beispiel dafür ist die BAB 7 südlich des Autobahndreiecks Walsrode.
Oftmals spricht man in solchen oder ähnlichen Fällen auch nicht mehr von Verkehrsinseln, sondern von einer getrennten Führung der Fahrbahnen als völlig autarke Verkehrswege. Insbesondere gilt das dann, wenn die besagten Flächen landwirtschaftlich genutzt oder bewohnt werden. Die Autobahnen A8 (siehe auch: Albaufstieg (A 8)) und A9 beinhalten einzelne Abschnitte, wo die beiden Richtungsfahrbahnen über mehrere Kilometer getrennt voneinander verlaufen und dabei hunderte Meter bis, im Falle des Albaufstiegs, mehrere Kilometer auseinander liegen.